# Ponta do Lobo
Ponta do Lobo est un cap au sud-est de l'île de Santiago au Cap-Vert.

## Présentation
La pointe Ponta do Lobo est située dans la  municipalité de São Domingos, à 4 km à l'est de Vale da Custa, à 4 km au sud-est de Moia Moia et à 11 km au nord-est de Praia. 
La baie voisine de Porto Lobo a été mentionnée sous le nom de P. Lobo sur la carte de 1747 de Jacques-Nicolas Bellin.
Le phare de Ponta do Lobo se dresse sur le promontoire.